# Agía Kyriakí (ort i Grekland, Västra Makedonien)
Agía Kyriakí (Agia Kyriaki) är en ort i Grekland.   Den ligger i prefekturen Nomós Kastoriás och regionen Västra Makedonien, i den norra delen av landet, 400 km nordväst om huvudstaden Aten. Agía Kyriakí ligger 734 meter över havet och antalet invånare är 263.
Terrängen runt Agía Kyriakí är varierad.Runt Agía Kyriakí är det ganska tätbefolkat, med 60 invånare per kvadratkilometer. Närmaste större samhälle är Kastoria, 12,1 km öster om Agía Kyriakí. Trakten runt Agía Kyriakí består till största delen av jordbruksmark.